# ريتشارد فوس (كاتب)
ريتشارد فوس (بالألمانية: Richard Voß) (و. 1851 – 1918 م) هو كاتب، وأمين مكتبة، وشاعر ألماني، توفي في بيرتشسغادن، عن عمر يناهز 67 عاماً.

## وصلات خارجية
- ريتشارد فوس على موقع IMDb (الإنجليزية)
- ريتشارد فوس على موقع أول موفي (الإنجليزية)
- ريتشارد فوس على موقع قاعدة بيانات برودواي على الإنترنت (الإنجليزية)
- ريتشارد فوس على موقع قاعدة بيانات الأفلام السويدية (السويدية)
- ريتشارد فوس على موقع قاعدة بيانات الفيلم (الإنجليزية)
- ريتشارد فوس على موقع كينوبويسك (الروسية)